# Sammy Watkins
Samuel Benjamin Watkins IV (* 14. Juni 1993 in Fort Myers, Florida) ist ein ehemaliger US-amerikanischer American-Football-Spieler in der National Football League (NFL). Er spielte als Wide Receiver für die Buffalo Bills, die Los Angeles Rams, die Kansas City Chiefs, die Baltimore Ravens und die Green Bay Packers.

## College
Watkins spielte von 2011 bis 2013 an der Clemson University für die Clemson Tigers. Nach einem soliden ersten Start am College hatte er 2012 ein durchwachsenes Jahr aus sportlicher Sicht, konnte aber immerhin an seine Statistik von 2011 anknüpfen. Im letzten College-Jahr konnte er als Senior überzeugen, galt als einer der besten Wide Receiver am College und gewann mit Clemson den Orange Bowl.
Insgesamt fing er in den drei Jahren in Clemson 240 Bälle für 3.391 Yards und 27 Touchdowns.

## NFL

### Buffalo Bills
Watkins wurde im NFL Draft 2014 in der ersten Runde an insgesamt 4. Stelle von den Buffalo Bills ausgewählt. In seinem Rookie-Jahr 2014 startete Watkins in jedem einzelnen Regular-Season-Spiel der Bills.
2015 verpasste Watkins insgesamt drei Spiele aufgrund verschiedener Verletzungen während der Spielzeit. In dieser Saison schaffte er in der NFL erstmals mehr als 1.000 gefangene Yards.
Eine Fußverletzung bereitete Watkins in der Saison 2016 große Probleme. Er verbrachte die halbe Regular Season auf der Injured Reserve List und kam so auf nur 8 Einsätze.

### Los Angeles Rams
Am 11. August 2017 wurde Watkins unmittelbar vor der Saison 2017 von den Bills, zusammen mit einem Sechstrunden-Pick für den NFL Draft 2018, im Tausch gegen E. J. Gaines und einen Zweitrunden-Pick des NFL Draft 2018 zu den Los Angeles Rams transferiert.

### Kansas City Chiefs
Am 13. März 2018 unterschrieb Watkins einen Dreijahresvertrag über 48 Millionen US-Dollar bei den Kansas City Chiefs. Mit den Chiefs gewann Watkins den Super Bowl LIV.

### Baltimore Ravens
Im März 2021 nahmen die Baltimore Ravens Watkins für ein Jahr unter Vertrag.

### Green Bay Packers
Ab April 2022 stand Sammy Watkins bei den Green Bay Packers unter Vertrag. Die Vertragslaufzeit betrug ein Jahr. Er fing in neun Spielen 13 Pässe für 206 Yards, vier Partien verpasste er verletzungsbedingt. Kurz vor der Partie am 15. Spieltag wurde Watkins vorzeitig entlassen.

### Rückkehr zu den Baltimore Ravens
Nach seiner Entlassung bei den Packers nahmen die Baltimore Ravens Watkins am 20. Dezember 2022 über die Waiver-Liste unter Vertrag.

### Receiving-Statistik
| 2014            | BUF    | 65  | 982   | 17,5 | 84  | 6  | 1 | 1 |
| 2015            | BUF    | 60  | 1.047 | 17,5 | 63  | 9  | 0 | 0 |
| 2016            | BUF    | 28  | 430   | 15,4 | 62  | 2  | 0 | 0 |
| 2017            | LAR    | 39  | 593   | 15,2 | 67T | 8  | 0 | 0 |
| 2018            | KC     | 40  | 519   | 13,0 | 50  | 3  | 1 | 0 |
| 2019            | KC     | 52  | 673   | 12,9 | 68T | 3  | 2 | 1 |
| 2020            | KC     | 37  | 421   | 11,4 | 37  | 2  | 1 | 1 |
| 2021            | BAL    | 27  | 394   | 14,6 | 49  | 1  | 1 | 1 |
| 2022            | GB     | 13  | 206   | 15,8 | 55  | 0  | 0 | 0 |
| 2022            | BAL    | 3   | 119   | 39,7 | 47  | 0  | 1 | 1 |
| Gesamt          | Gesamt | 364 | 5.384 | 14,8 | 84  | 34 | 7 | 5 |
| Quelle: NFL.com |        |     |       |      |     |    |   |   |